# Sollevamento pesi ai Giochi della XVII Olimpiade - Pesi massimi-leggeri
La competizione della categoria pesi massimi-leggeri	 (fino a 82,5 kg) di sollevamento pesi ai Giochi della XVII Olimpiade si è svolta il giorno 9 settembre 1960  al Palazzetto dello Sport di Roma.

## Regolamento
La classifica era ottenuta con la somma delle migliori alzate delle seguenti 3 prove:
- Distensione lenta
- Strappo
- Slancio

Su ogni prova ogni concorrente aveva diritto a tre alzate.

## Risultati
| Pos. | Atleta                  | Nazione          | Peso Atleta | Totale | Distensione lenta | Distensione lenta | Distensione lenta | Strappo | Strappo | Strappo | Slancio | Slancio | Slancio |
| Pos. | Atleta                  | Nazione          | Peso Atleta | Totale | 1                 | 2                 | 3                 | 1       | 2       | 3       | 1       | 2       | 3       |
| ---- | ----------------------- | ---------------- | ----------- | ------ | ----------------- | ----------------- | ----------------- | ------- | ------- | ------- | ------- | ------- | ------- |
| 1    | Ireneusz Paliński       | Polonia          | 82,5        | 442,5  | 125,0             | 130,0             | 132,5             | 125,0   | 130,0   | 132,5   | 175,0   | 180,0   | 180,0   |
| 2    | James George            | Stati Uniti      | 82,2        | 430,0  | 127,5             | 132,5             | 132,5             | 127,5   | 127,5   | 132,5   | 165,0   | 165,0   | 172,5   |
| 3    | Jan Bochenek            | Polonia          | 81,9        | 420,0  | 125,0             | 130,0             | 130,0             | 115,0   | 120,0   | 122,5   | 162,5   | 167,5   | 170,0   |
| 4    | Géza Tóth               | Ungheria         | 80,8        | 417,5  | 120,0             | 125,0             | 130,0             | 125,0   | 125,0   | 130,0   | 162,5   | 162,5   | 167,5   |
| 5    | Jouni Kailajärvi        | Finlandia        | 81,9        | 417,5  | 122,5             | 127,5             | 130,0             | 122,5   | 122,5   | 125,0   | 162,5   | 162,5   | 165,0   |
| 6    | Petăr Tačev             | Bulgaria         | 82,4        | 415,0  | 120,0             | 125,0             | 130,0             | 120,0   | 125,0   | 125,0   | 155,0   | 160,0   | 165,0   |
| 7    | Minoru Kubota           | Giappone         | 82,2        | 400,0  | 120,0             | 125,0             | 127,5             | 115,0   | 120,0   | 120,0   | 150,0   | 155,0   | 160,0   |
| 8    | Willy Claes             | Belgio           | 81,6        | 392,5  | 112,5             | 120,0             | 125,0             | 112,5   | 120,0   | 120,0   | 150,0   | 155,0   | 155,0   |
| 9    | Shakir Salman           | Iraq             | 81,9        | 390,0  | 110,0             | 115,0             | 117,5             | 115,0   | 120,0   | 122,5   | 150,0   | 155,0   | 155,0   |
| 10   | Amiri Mangashti         | Iran             | 82,4        | 390,0  | 120,0             | 120,0             | 125,0             | 115,0   | 120,0   | 120,0   | 150,0   | 155,0   | 155,0   |
| 11T  | Fernando Torres         | Porto Rico       | 82,5        | 390,0  | 120,0             | 125,0             | 125,0             | 112,5   | 117,5   | 120,0   | 152,5   | 157,5   | 157,5   |
| 11T  | Jean Debuf              | Francia          | 82,5        | 390,0  | 110,0             | 115,0             | 117,5             | 110,0   | 117,5   | 120,0   | 150,0   | 155,0   | 160,0   |
| 11T  | Rolf Sennewald          | Germania         | 82,5        | 390,0  | 112,5             | 117,5             | 117,5             | 112,5   | 117,5   | 120,0   | 147,5   | 152,5   | 157,5   |
| 14   | Mike Lipari             | Canada           | 82,1        | 387,5  | 117,5             | 122,5             | 122,5             | 110,0   | 115,0   | 115,0   | 147,5   | 155,0   | 160,0   |
| 15   | Phil Caira              | Gran Bretagna    | 81,7        | 385,0  | 125,0             | 130,0             | 130,0             | 110,0   | 115,0   | 120,0   | 140,0   | 145,0   | 145,0   |
| 16   | Sven Borrman            | Svezia           | 82,1        | 385,0  | 115,0             | 120,0             | 125,0             | 115,0   | 120,0   | 120,0   | 145,0   | 150,0   | 155,0   |
| 17   | Iakovos Psaltis         | Grecia           | 82,5        | 385,0  | 115,0             | 120,0             | 120,0             | 115,0   | 120,0   | 122,5   | 145,0   | 150,0   | 160,0   |
| 18   | Kuan King Lam           | Malesia          | 81,9        | 370,0  | 112,5             | 120,0             | 120,0             | 110,0   | 115,0   | 115,0   | 142,5   | 150,0   | 150,0   |
| 19   | Roland Fidel            | Svizzera         | 82,1        | 365,0  | 110,0             | 115,0             | 115,0             | 105,0   | 105,0   | 110,0   | 135,0   | 140,0   | 145,0   |
| 20   | Abdel Kader Ben Kamel   | Marocco          | 81,5        | 337,5  | 100,0             | 105,0             | 105,0             | 95,0    | 100,0   | 102,5   | 125,0   | 130,0   | 135,0   |
| 21   | Jesús Rodríguez         | Spagna           | 82,1        | 325,0  | 100,0             | 100,0             | 105,0             | 95,0    | 100,0   | 100,0   | 130,0   | 130,0   | 130,0   |
| -    | Sylvanus Blackman       | Gran Bretagna    | 80,3        | 115,0  | 115,0             | 120,0             | 120,0             | -       | -       | -       | -       | -       | -       |
| -    | Mohamed Ali Abdel Kerim | Rep. Araba Unita | 82,4        | 250,0  | 120,0             | 125,0             | 127,5             | 117,5   | 122,5   | 127,5   | 157,5   | 162,5   | 167,5   |
| -    | Enrique Guittens        | Venezuela        | 82,2        | 0,0    | 120,0             | 120,0             | 120,0             | -       | -       | -       | -       | -       | -       |